# Mandschurische Dornkirsche
Die Mandschurische Dornkirsche (Prinsepia sinensis) ist ein kleiner Strauch mit gelblichen Blüten aus der Familie der Rosengewächse (Rosaceae). Das natürliche Verbreitungsgebiet liegt im Osten Russlands, in China und auf der Koreanischen Halbinsel. Die Art wird manchmal als Zierstrauch verwendet. 

## Beschreibung

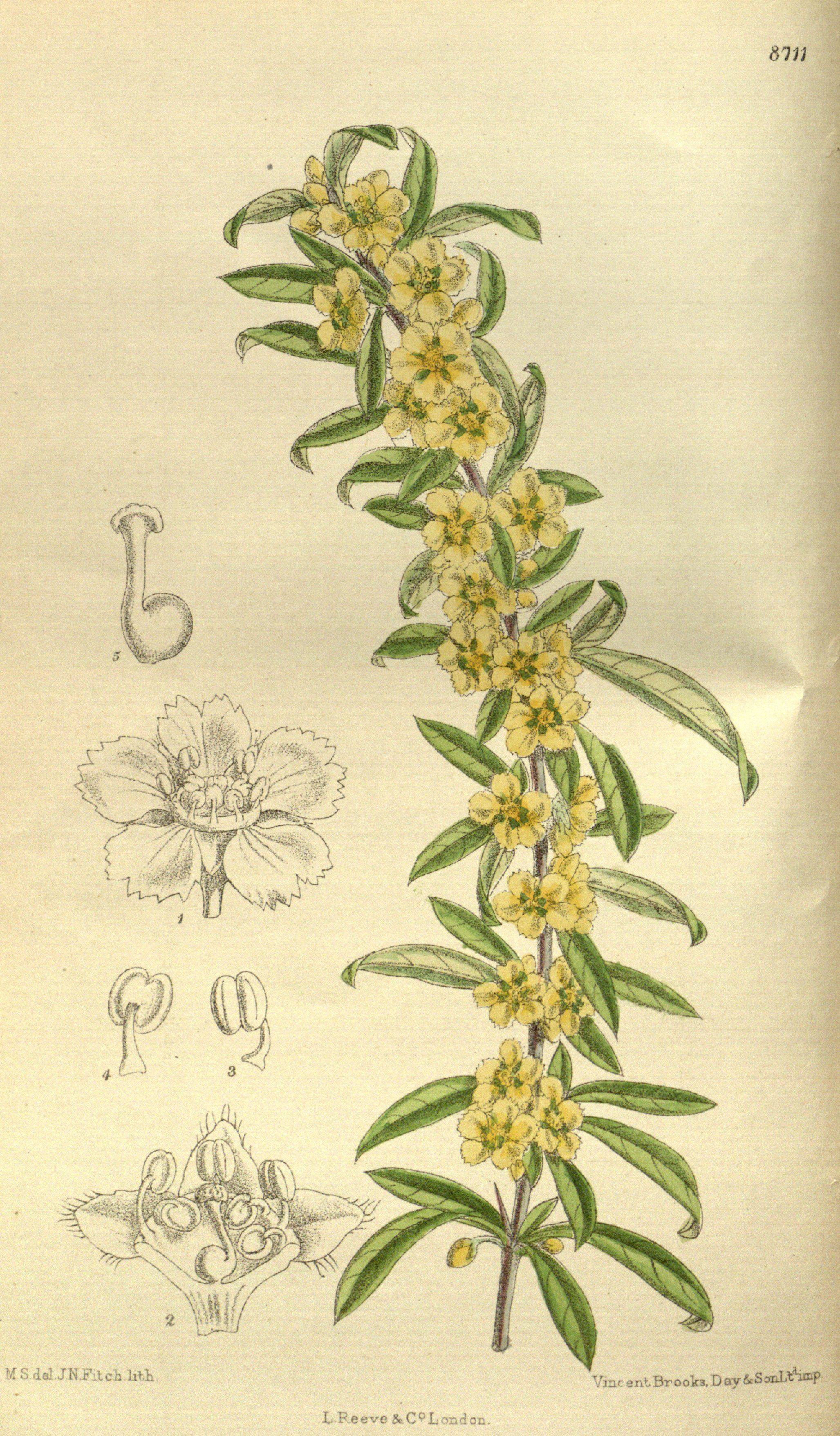
Illustration zur Mandschurischen Dornkirsche (Prinsepia sinensis)

Die Mandschurische Dornkirsche ist ein etwa 2 Meter hoher, locker und sparrig wachsender Strauch mit graugrünen bis rötlich-braunen, dicken und kahlen Ästen und rötlich-braunen, gewinkelten und kahlen Zweigen. Die Dornen sind 6 bis 10 Millimeter lang, blattlos und gekrümmt. Die Winterknospen sind purpurrot, eiförmig und flaumig behaart. Die Laubblätter haben einen 5 bis 10 Millimeter langen, kahlen und dünnen Stiel. Die Blattspreite ist einfach, 3,0 bis 6,5 Zentimeter lang und 0,6 bis 2,0 Zentimeter breit, eiförmig-lanzettlich, lanzettlich oder sehr selten bandförmig, mit spitzer, lang zugespitzter oder geschwänzter Spitze, rundlicher bis breit keilförmiger Basis und entfernt gesägtem Blattrand. Die Blattoberseite ist dunkelgrün mit eingesenkten sekundären Blattadern, die Unterseite ist fahlgrün mit hervortretenden Adern.
Die zwittrigen Blüten stehen einzeln oder in Büscheln aus vier Blüten in den Blattachseln. Die Tragblätter sind klein, häutig, lanzettlich und auf der Oberseite anfangs flaumig behaart und später verkahlend. Die Blüten haben Durchmesser von etwa 1,5 Zentimeter, der Blütenstiel ist 1,0 bis 1,8 Zentimeter lang und kahl. Der Blütenbecher ist glockenförmig und außen kahl. Die Kelchblätter sind dreieckig-eiförmig, kurz, außen kahl und an den Rändern bewimpert. Die fünf Kronblätter sind gelb, verkehrt eiförmig mit kurz genagelter Basis und stumpfer Spitze. Die etwa zehn Staubblätter sind in zwei Quirlen angeordnet. Der Fruchtknoten ist kahl, der Griffel kurz. Die Steinfrüchte sind purpurrot bis rötlich-braun, rundlich bis länglich, kahl und erreichen Durchmesser von 1,0 bis 1,5 Zentimeter. Sie sind wohlschmeckend. 
Die Mandschurische Dornkirsche blüht von April bis Mai, die Früchte reifen von Mai bis September.
Die Chromosomenzahl beträgt 2n = 32.

## Verbreitung
Das natürliche Verbreitungsgebiet liegt im Osten Russlands in der Region Primorje, in China in den Provinzen Heilongjiang, Jilin, Liaoning und in der Inneren Mongolei und auf der Koreanischen Halbinsel. Die Mandschurische Dornkirsche wächst in Mischwäldern, in Wäldern auf schattigen Hängen und an Flussufern auf frischen bis feuchten, schwach sauren bis alkalischen, nährstoffreichen Böden an sonnigen bis lichtschattigen, sommerkühlen Standorten. Die Art ist meist frosthart.

## Systematik und Forschungsgeschichte
Die Mandschurische Dornkirsche (Prinsepia sinensis) ist eine Art aus der Gattung der Dornkirschen (Prinsepia) in der Familie der Rosengewächse (Rosaceae). Dort wird sie in der Unterfamilie Spiraeoideae der Tribus Osmaronieae zugeordnet. Die Art wurde von Daniel Oliver 1886 als Plagiospermum sinense (Basionym) erstbeschrieben. William Jackson Bean ordnete sie 1909 gültig als Prinsepia sinensis in die Gattung der Dornkirschen ein. Der Gattungsname Prinsepia erinnert an den englischen Archäologen und Kolonialverwalter James Prinsep (1799–1840), der als erster Europäer die Gebote des altindischen Königs Ashoka entzifferte. Das Artepitheton sinensis verweist auf das Verbreitungsgebiet in China.

## Verwendung
Die Mandschurische Dornkirsche wird aufgrund ihres bemerkenswerten Fruchtschmucks manchmal als Zierstrauch verwendet.

## Nachweise